# Gliclazidă
Gliclazida (cu denumirea comercială Diaprel și Glyclada) este un medicament antidiabetic din clasa derivaților de sulfoniluree de generația a 2-a, fiind utilizat în tratamentul diabetului zaharat de tipul 2. Calea de administrare disponibilă este cea orală.
Molecula a fost patentată în 1966 și a fost aprobată pentru uz medical în anul 1972. Se află pe lista medicamentelor esențiale ale Organizației Mondiale a Sănătății. Este disponibilă sub formă de medicament generic.

## Utilizări medicale
Gliclazida este utilizată în tratamentul diabetului zaharat de tip 2 (non-insulino-dependent), la pacienții la care glicemia este insuficient controlată prin  regimul dietetic, exercițiul fizic și scăderea în greutate.

## Reacții adverse
Principalele efecte adverse asociate tratamentului cu gliclazidă sunt: greață, diaree, vărsături și tulburări abdominale. Poate produce hipoglicemie, aceasta fiind cea mai frecventă reacție adversă.

## Mecanism de acțiune
Gliclazida se leagă selectiv de receptorii pentru sulfoniluree (SUR-1) aflați la suprafața celulelor beta pancreatice, dar nu se leagă și de receptorii de tipul SUR-2A din inimă. Prin această legare, moleculele închid canalele ionice de K+, cu scăderea efluxului de potasiu din celulă. Depolarizarea duce la deschiderea canalelor de Ca2+ voltaj-dependente și creșterea nivelelor intracelulare de calciu, ceea ce va duce la creșterea secreției celulare de insulină.